# Rhynchosia confusa
Rhynchosia confusa är en ärtväxtart som beskrevs av Burtt Davy. Rhynchosia confusa ingår i släktet Rhynchosia och familjen ärtväxter. Inga underarter finns listade i Catalogue of Life.